# Dinastija Tang
Dinastija Tang (kitajsko: 唐朝) je bila kitajska dinastija, ki je vladala med 18. junijem 618 in 4. junijem 907. Njena predhodnica je bila dinastijo Sui. Vladavino dinastije je med leti 690 in 705 prekinila druga dinastija Džov, ko je cesarica Wu Zetian prevzela prestol. Dinastijo Tang je ustanovila družina Li (李).

## Zgodovina
18. junija 618 je Gaodzu (唐高祖) zasedel prestol in dinastije Tang je bila ustanovljena. S tem se je za Kitajsko začela nova doba razcveta in napredka v umetnosti in tehnologiji. Budizem, ki se je po Kitajski začel širiti že v prvem stoletju, je postal prevladujoča vera, sprejeli so jo člani kraljeve družine, pa tudi mnogi državljani.
Prestolnica Čangan (長安) (današnji Šjan) je bila v tistem času eno od največjih mest na svetu. Obdobji dinastij Tang in Han sta pogosto štejeta za obdobji največjega razcveta v kitajski zgodovini.
Tangi so, tako kot Hani, vzdrževali odprte trgovske poti na zahod in jug in na veliko trgovali z oddaljenimi deželami. Mnogo tujih trgovcev se je na Kitajskem naselilo.
Po letu 860 se je moč Tangov začela krhati zaradi vrste uporov znotraj države in v nekdanji provinci, kraljestvu Nandžao (南詔) na jugu. Eden od poveljnikov, Huang Čao (黃巢), je leta 879 zavzel Guangdžov (廣州) in pobil večino od 200.000 prebivalcev, vključno z veliko skupino tujih trgovcev. Konec leta 880 se mu je predalo mesto Luojang, 5. januarja 881 pa je zavzel Čangan. Cesar Šidzong (唐僖宗) je pobegnil v Čengdu in Huang je ustanovil nov začasni režim, ki so ga na koncu vseeno uničile Tangove sile. Sledilo je novo obdobje političnega kaosa.

## Cesarji dinastije Tang
| Tempeljsko ime                                                                                   | Kitajski priimek in ime                        | Vladavina          | Ime obdobja in trajanje |
| ------------------------------------------------------------------------------------------------ | ---------------------------------------------- | ------------------ | --- |
| Konvencija: "Tang" + tempeljsko ime Opomba: Wu Hou (武后 Wǔ Hòu) (Cesarica Wu) je posthumno ime. |                                                |                    | |
| Cesar Gao Zu (高祖 Gāo Zǔ)                                                                       | Li Yuan (李淵 Lǐ Yuān)                         | 618-626            | Wude (武德 Wǔ dé) 618-626 |
| Cesar Tai Zong (太宗 Tài Zōng)                                                                   | Li Shimin (李世民 Lǐ Shì Mín)                  | 626-649            | Zhenguan (貞觀 Zhēn guān) 627-649 |
| Cesar Gao Zong (高宗 Gāo zōng)                                                                   | Li Zhi (李治 Lǐ Zhì)                           | 650-683            | Yonghui (永徽 Yǒng huī) 650-655 Xianqing (顯慶 Xiǎn qìng) 656-661 Longshuo (龍朔 Lóng shuò) 661-663 Linde (麟德 Lín dé) 664-665 Qianfeng (乾封 Qían fēng) 666-668 Zongzhang (總章 Zǒng zhāng) 668-670 Xianheng (咸亨 Xián hēng) 670-674 Shangyuan (上元 Shàng yuán) 674-676 Yifeng (儀鳳 Yí fèng) 676-679 Tiaolu (調露 Tiáo lù) 679-680 Yonglong (永隆 Yǒng lóng) 680-681 Kaiyao (開耀 Kāi yào) 681-682 Yongchun (永淳 Yǒng chún) 682-683 Hongdao (弘道 Hóng dào) 683 |
| Cesar Zhong Zong (中宗 Zhōng zōng) (razrešila ga je Wu Hou)                                      | Li Xian (李顯 Lǐ Xiǎn) or Li Zhe (李哲 Lǐ Zhé) | 684 (tudi 705-710) | Sisheng (嗣聖 Sì shèng) 684 |
| Cesar Rui Zong (睿宗 Ruì zōng) (razrešila ga je Wu Hou)                                          | Li Dan (李旦 Lǐ Dàn)                           | 684 (tudi 710-712) | Wenming (文明 Wén míng) 684 |
| Wu Hou (武后 Wǔ hòu)                                                                             | Wu Zetian (武則天 Wǔ Zé Tiān)                  | 684-705            | Guangzhai (光宅 Guāng zhái) 684 Chuigong (垂拱 Chuí gǒng) 685-688 Yongchang (永昌 Yǒng chāng) 689 Zaichu (載初 Zài chū) 690 |
| Dinastija Džov (690 – 705)                                                                       |                                                |                    | |
| Nadaljevanje dinastije Tang                                                                      |                                                |                    | |
| Cesar Zhong Zong (中宗 Zhōng zōng) (drugo vladanje)                                              | Li Xian (李顯 Lǐ Xiǎn) or Li Zhe (李哲 Lǐ Zhé) | (tudi 684) 705-710 | Shenlong (神龍 Shén lóng) 705-707 Jinglong (景龍 Jǐng lóng) 707-710 |
| Cesar Shang Di (殤帝 Shāng dì)                                                                   | Li Chong Mao (李重茂 Lǐ Chóng Mào)             | 710                | Tanglong (唐隆 Táng lóng) 710 |
| Cesar Rui Zong (睿宗 Ruì zōng) ( drugo vladanje)                                                 | Li Dan (李旦 Lǐ Dàn)                           | (tudi 684) 710-712 | Jingyun (景雲 Jǐng yún) 710-711 Taiji (太極 Tài jí) 712 Yanhe (延和 Yán hé) 712 |
| Cesar Xuan Zong (玄宗 Xuán zōng)                                                                 | Li Long Ji (李隆基 Lǐ Lóng Jī)                 | 712-756            | Xiantian (先天 Xiān tiān) 712-713 Kaiyuan (開元 Kāi yuán) 713-741 Tianbao (天寶 Tiān bǎo) 742-756 |
| Cesar Su Zong (肅宗 Sù zōng)                                                                     | Li Heng (李亨 Lǐ Hēng)                         | 756-762            | Zhide (至德 Zhì dé) 756-758 Qianyuan (乾元 Qián yuán) 758-760 Shangyuan (上元 Shàng yuán) 760-761 |
| Cesar Dai Zong (代宗 Dài zōng)                                                                   | Li Yu (李豫 Lǐ Yù)                             | 762-779            | Baoying (寶應 Bǎo yìng) 762-763 Guangde (廣德 Guǎng dé) 763-764 Yongtai (永泰 Yǒng tài) 765-766 Dali (大曆 Dà lì) 766-779 |
| Cesar De Zong (德宗 Dé zōng)                                                                     | Li Kuo (李适 Lǐ Kuò)                           | 780-805            | Jianzhong (建中 Jiàn zhōng) 780-783 Xingyuan (興元 Xīng yuán) 784 Zhenyuan (貞元 Zhēn yuán) 785-805 |
| Cesar Shun Zong (順宗 Shùn zōng)                                                                 | Li Song (李誦 Lǐ Sòng)                         | 805                | Yongzhen (永貞 Yǒng zhēn) 805 |
| Cesar Xian Zong (憲宗 Xiàn zōng)                                                                 | Li Chun (李純 Lǐ Chún)                         | 806-820            | Yuanhe (元和 Yuán hé) 806-820 |
| Cesar Mu Zong (穆宗 Mù zōng)                                                                     | Li Heng (李恆 Lǐ Héng)                         | 821-824            | Changqing (長慶 Cháng qìng) 821-824 |
| Cesar Jing Zong (敬宗 Jìng zōng)                                                                 | Li Zhan (李湛 Lǐ Zhàn)                         | 824-826            | Baoli (寶曆 Bǎo lì) 824-826 |
| Cesar Wen Zong (文宗 Wén zōng)                                                                   | Li Ang (李昂 Lǐ Áng)                           | 826-840            | Baoli (寶曆 Bǎo lì) 826 Dahe (大和 Dà hé) or Taihe (Tài hé 太和) 827-835 Kaicheng (開成 Kāi chéng) 836-840 |
| Cesar Wu Zong (武宗 Wǔ zōng)                                                                     | Li Yan (李炎 Lǐ Yán)                           | 840-846            | Huichang (會昌 Huì chāng) 841-846 |
| Cesar Xuan Zong (宣宗 Xuān zōng)                                                                 | Li Chen (李忱 Lǐ Chén)                         | 846-859            | Dachong (大中 Dà chōng) 847-859 |
| Cesar Yi Zong (懿宗 Yì zōng)                                                                     | Li Cui (李漼 Lǐ Cuǐ)                           | 859-873            | Dachong (大中 Dà chōng) 859 Xiantong (咸通 Xián tōng) 860-873 |
| Cesar Xi Zong (僖宗 Xī zōng)                                                                     | Li Xuan (李儇 Lǐ Xuān)                         | 873-888            | Xiantong (咸通 Xián tōng) 873-874 Qianfu (乾符 Qián fú) 874-879 Guangming (廣明 Guǎng míng) 880-881 Zhonghe (中和 Zhōng hé) 881-885 Guangqi (光啟 Guāng qǐ) 885-888 Wende (文德 Wén dé) 888 |
| Cesar Zhao Zong (昭宗 Zhāo zōng)                                                                 | Li Ye (李曄 Lǐ Yè)                             | 888-904            | Longji (龍紀 Lóng jì) 889 Dashun (大順 Dà shùn) 890-891 Jingfu (景福 Jǐng fú) 892-893 Qianning (乾寧 Qián níng) 894-898 Guanghua (光化 Guāng huà) 898-901 Tianfu (天復 Tiān fù) 901-904 Tianyou (天佑 Tiān yòu) 904 |
| Cesar Ai di (哀帝 Aī dì) or Zhaoxuan di (昭宣帝 Zhāo xuān dì)                                    | Li Zhu (李柷 Lǐ Zhù)                           | 904-907            | Tianyou (天佑 Tiān yòu) 904-907 |

1. ↑  Blunden & Elvin (1983), str. ;92–93.
2. ↑  Twitchett & Wechsler (1979), str. 281.
3. ↑  Shin (2014), str. ;39, 47.
4. ↑  Turchin, Peter; Adams, Jonathan M.; Hall, Thomas D (december 2006). »East-West Orientation of Historical Empires«. Journal of World-Systems Research. 12 (2): 222. ISSN 1076-156X.{{navedi časopis}}:  Vzdrževanje CS1: samodejni prevod datuma (povezava)
5. ↑  Taagepera, Rein (1997). »Expansion and Contraction Patterns of Large Polities: Context for Russia«. International Studies Quarterly. 41 (3): 492. doi:10.1111/0020-8833.00053. JSTOR 2600793.